# Metylophorus novaescotiae
Metylophorus novaescotiae är en insektsart som först beskrevs av Walker 1853.  Metylophorus novaescotiae ingår i släktet Metylophorus och familjen storstövsländor. Inga underarter finns listade i Catalogue of Life.